# Faloppio
Faloppio est une commune italienne peuplée d'environ 4 200 habitants. Elle se situe dans la province de Côme, en région Lombardie, dans le Nord de l'Italie.

## Administration
| Période                                  | Période | Identité | Étiquette | Qualité |
| ---------------------------------------- | ------- | -------- | --------- | ------- |
|                                          |         |          |           |         |
| Les données manquantes sont à compléter. |         |          |           |         |

### Communes limitrophes
Albiolo, Drezzo, Olgiate Comasco, Parè, Uggiate-Trevano